# Austrophorocera tuxedo
Austrophorocera tuxedo är en tvåvingeart som först beskrevs av Charles Howard Curran 1930.  Austrophorocera tuxedo ingår i släktet Austrophorocera och familjen parasitflugor. Inga underarter finns listade i Catalogue of Life.